# Jean-Pierre Mercier
Jean-Pierre Mercier, né le 15 février 1968 à Orsay, est un syndicaliste et militant politique français d'extrême gauche.
Il est l'un des deux porte-parole de Lutte ouvrière depuis 2012 et a été délégué syndical central CGT à PSA de 2014 à 2022.

## Biographie

### Origines familiales et enfance
Son grand-père est paysan en Corrèze et son père est technicien au Commissariat à l'énergie atomique. Ce dernier, né en 1917, participe aux grèves de mai 1936. Il est syndiqué à la CGT ainsi qu'adhérent au Parti communiste français jusqu'en 1977, année où il rejoint le Parti socialiste à la suite de la rupture du Programme commun,,.
Sa sœur aînée, qui a été membre du Parti socialiste unifié, l'initie à la politique quand il a dix ans.

### Engagement syndical et politique
Jean-Pierre Mercier commence à travailler en enchaînant pendant une dizaine d'années diverses missions d'intérim dans différents groupes. Il rentre, toujours en tant qu'intérimaire, au sein de l'usine PSA d'Aulnay-sous-Bois en 1996, où il est ensuite embauché.
Une fois employé de façon stable au sein de PSA, il décide de se syndiquer à la CGT. Adhérent à Lutte ouvrière (LO) depuis ses dix-neuf ans, il considère l'activité syndicale dans un grand groupe industriel comme essentielle en raison de ses convictions politiques.
En 2008, il est élu aux élections municipales à Bagnolet sur la liste apparentée communiste « Ensemble pour Bagnolet »,.
Devenu délégué syndical de l'usine d'Aulnay-sous-Bois, il fait rendre public en juin 2011 un document interne de PSA faisant état du fait que la direction programmerait la fermeture du site pour 2014,. Cette révélation, assortie de la confirmation par la direction de son authenticité, déclenche un mouvement social et une grève au sein de l'usine, dont il est l'un des principaux animateurs, le journal Le Monde le considérant alors comme le « stratège » de cette contestation. À l'issue du conflit et après la fermeture de l'usine, Jean-Pierre Mercier est transféré à l'usine PSA de Poissy. Françoise Davisse suit cette contestation pour en faire un film documentaire intitulé Comme des lions.
En 2021, un conflit oppose le syndicat CGT de l'usine PSA de Poissy à la fédération CGT de la métallurgie (FTM-CGT). Ce conflit mène à la création, par la FTM-CGT, d'un autre syndicat CGT au sein de l'usine et de l'exclusion de la CGT du « syndicat historique », auquel Jean-Pierre Mercier appartient, en janvier 2022. Mercier reçoit dans cette bataille de nombreux soutiens au sein de la CGT et un texte signé par 222 élus CGT du groupe Stellantis demande à ce qu'il reste délégué central. Malgré ces manifestations de soutien, la fédération lui retire définitivement la fonction de délégué central en mai 2022. S'ensuit une bataille juridique pour faire annuler les exclusions décidées par la FTM-CGT. Celle-ci prend fin le 8 décembre 2022 par un jugement du tribunal judiciaire de Bobigny qui valide les exclusions. Jean-Pierre Mercier déclare à cette occasion que lui et d'autres militants exclus ont décidé de rejoindre l'Union syndicale Solidaires, à travers l'Union fédérale SUD Industrie.

### Porte-parole de Lutte ouvrière
En 2012, il devient d'abord le porte-parole de Nathalie Arthaud à l'occasion de la campagne présidentielle de 2012, puis porte-parole national de Lutte ouvrière.

## Résultats électoraux

### Élections législatives
| Année | Parti            | Parti | Circonscription            | 1er tour | 1er tour | 1er tour |
| Année | Parti            | Parti | Circonscription            | Voix     | %        | Rang     |
| ----- | ---------------- | ----- | -------------------------- | -------- | -------- | -------- |
| 2012  |                  | LO    | 7e de la Seine-Saint-Denis | 254      | 0,72     | 10e      |
| 2017  | 12e des Yvelines | LO    | 216                        | 0,60     | 12e      |          |
| 2022  | 12e des Yvelines | LO    | 339                        | 0,94     | 9e       |          |
| 2024  | 12e des Yvelines | LO    | 537                        | 1,06     | 5e       |          |

### Élections européennes
Les résultats ci-dessous concernent uniquement les élections où il est tête de liste.
| Année | Parti | Parti | Circonscription | Voix   | %    | Rang | Sièges obtenus |
| ----- | ----- | ----- | --------------- | ------ | ---- | ---- | -------------- |
| 2009  |       | LO    | Île-de-France   | 20 748 | 0,74 | 13e  | 0 / 13         |

### Élections municipales
Les résultats ci-dessous concernent uniquement les élections où il est tête de liste.
| Année | Parti  | Parti | Commune  | 1er tour | 1er tour | 1er tour | Sièges obtenus |
| Année | Parti  | Parti | Commune  | Voix     | %        | Rang     | Sièges obtenus |
| ----- | ------ | ----- | -------- | -------- | -------- | -------- | -------------- |
| 2014  |        | LO    | Bagnolet | 136      | 1,61     | 7e       | 0 / 39         |
| 2020  | Poissy | LO    | 293      | 3,27     | 4e       | 0 / 39   |                |